# Faissault
Pour les articles homonymes, voir Faisceau.
Faissault est une commune française située dans le département des Ardennes, en région Grand Est.

## Géographie

### Description

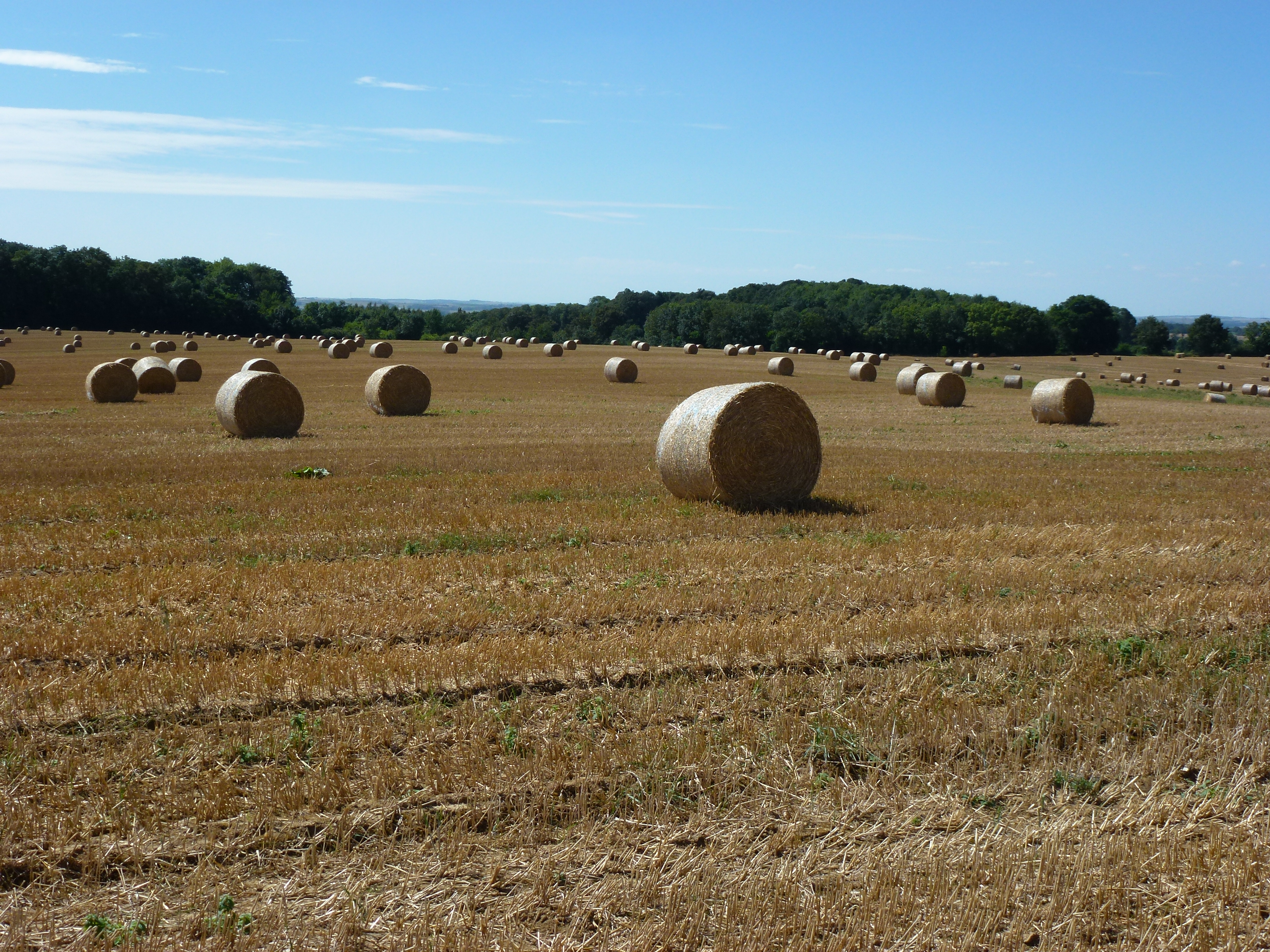
Paysage agricole de Faissault

Faissault est un village rural ardennais situé à Unité 15km à vol d'oiseau au nord-est de Rethel, 50 km au sud-est de Vervins, 23 km au nord-est de Charleville-Mézières et 32 km de la frontière belge.
La commune se trouve dans la zone d'emploi de Charleville-Mézières et dans le bassin de vie de Rethel.

### Communes limitrophes
Les communes limitrophes sont  Corny-Machéroménil, Neuvizy, Novion-Porcien, Puiseux, Saulces-Monclin et Viel-Saint-Remy.

### Géologie et relief
La superficie de la commune est de 6,07 km2 ; son altitude varie de 156  à   216 mètres.

### Hydrographie

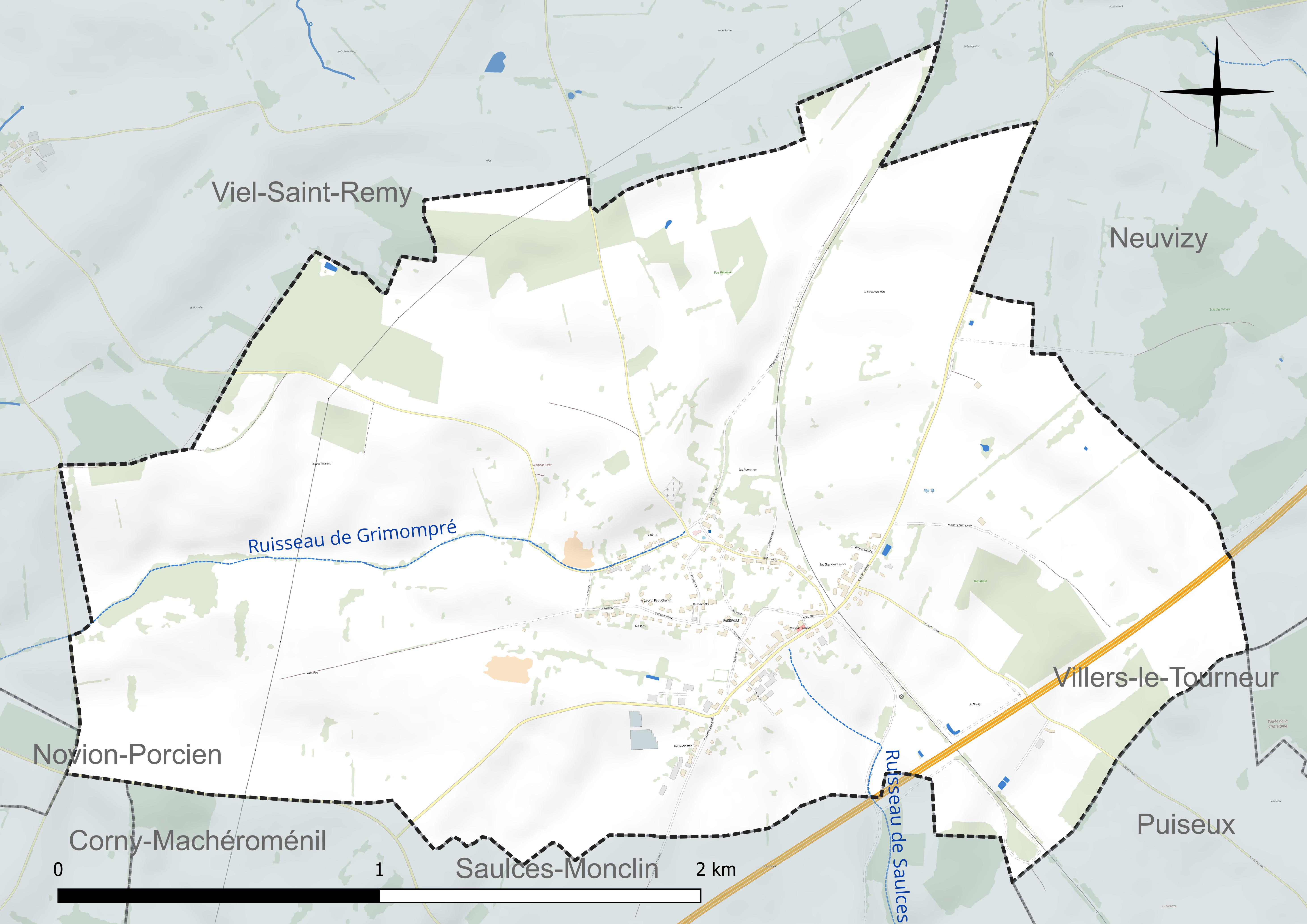
Réseau hydrographique de Faissault.

La commune est dans la région hydrographique « la Seine du confluent de l'Oise (inclus) à l'embouchure » au sein du bassin Seine-Normandie.
Elle est drainée par le ruisseau de Saulces et le ruisseau de Grimompre,.
Le ruisseau de Saulces, d'une longueur de 30 km, prend sa source dans la commune, à 175 m d'altitude, et se jette  dans l'Aisne à Rethel, à 73 m d'altitude, après avoir traversé onze communes.

### Climat
Pour des articles plus généraux, voir Climat du Grand Est et Climat des Ardennes.
En 2010, le climat de la commune est de type climat des marges montargnardes, selon une étude du Centre national de la recherche scientifique s'appuyant sur une série de données couvrant la période 1971-2000. En 2020, Météo-France publie une typologie des climats de la France métropolitaine dans laquelle la commune est exposée à un climat océanique altéré et est dans la région climatique Nord-est du bassin Parisien, caractérisée par un ensoleillement médiocre, une pluviométrie moyenne régulièrement répartie au cours de l’année et un hiver froid (3 °C).
Pour la période 1971-2000, la température annuelle moyenne est de 9,7 °C, avec une amplitude thermique annuelle de 15,5 °C. Le cumul annuel moyen de précipitations est de 900 mm, avec 12,8 jours de précipitations en janvier et 9,5 jours en juillet. Pour la période 1991-2020, la température moyenne annuelle observée sur la station météorologique de Météo-France la plus proche, « Launois-sur-Vence_sapc », sur la commune de Launois-sur-Vence à 5 km à vol d'oiseau, est de 10,5 °C et le cumul annuel moyen de précipitations est de 889,5 mm. 
La température maximale relevée sur cette station est de 39,4 °C, atteinte le 25 juillet 2019 ; la température minimale est de −12,8 °C, atteinte le 7 février 2012,,.
Les paramètres climatiques de la commune ont été estimés pour le milieu du siècle (2041-2070) selon différents scénarios d'émission de gaz à effet de serre à partir des nouvelles projections climatiques de référence DRIAS-2020. Ils sont consultables sur un site dédié publié par Météo-France en novembre 2022.

## Urbanisme

### Typologie
Au 1er janvier 2024, Faissault est catégorisée commune rurale à habitat dispersé, selon la nouvelle grille communale de densité à 7 niveaux définie par l'Insee en 2022.
Elle est située hors unité urbaine et hors attraction des villes,.

### Occupation des sols

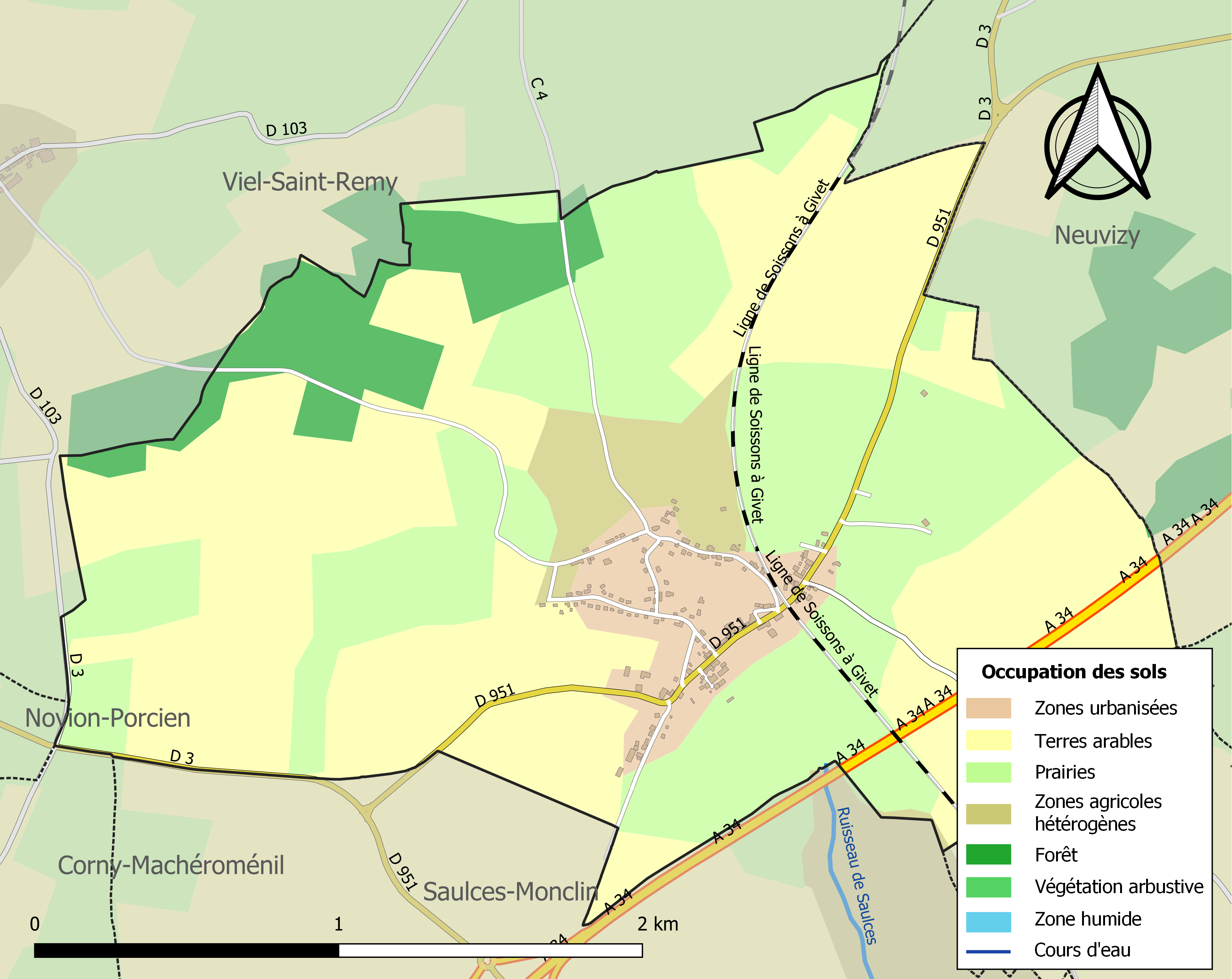
Carte des infrastructures et de l'occupation des sols de la commune en 2018 (CLC).

L'occupation des sols de la commune, telle qu'elle ressort de la base de données européenne d’occupation biophysique des sols Corine Land Cover (CLC), est marquée par l'importance des territoires agricoles (86,7 % en 2018), une proportion sensiblement équivalente à celle de 1990 (87 %).
La répartition détaillée en 2018 est la suivante : terres arables (48,7 %), prairies (33,3 %), forêts (6,9 %), zones urbanisées (6,4 %), zones agricoles hétérogènes (4,7 %).
L'évolution de l’occupation des sols de la commune et de ses infrastructures peut être observée sur les différentes représentations cartographiques du territoire : la carte de Cassini (XVIIIe siècle), la carte d'état-major (1820-1866) et les cartes ou photos aériennes de l'IGN pour la période actuelle (1950 à aujourd'hui).

### Habitat et logement
En 2021, le nombre total de logements dans la commune était de 112, alors qu'il était de 100 en 2016 et de 90 en 2011.
Parmi ces logements, 93,5 % étaient des résidences principales, 0,9 % des résidences secondaires et 5,5 % des logements vacants. Ces logements étaient pour 97,1 % d'entre eux des maisons individuelles et pour 2,9 % des appartements.
Le tableau ci-dessous présente la typologie des logements à Faissault en 2021 en comparaison avec celle des Ardennes et de la France entière. Une caractéristique marquante du parc de logements est ainsi la faible proportion des résidences secondaires et logements occasionnels (0,9 %) par rapport au département (3,7 %) et à la France entière (9,7 %).
| Typologie                                               | Faissault | Ardennes | France entière |
| ------------------------------------------------------- | --------- | -------- | -------------- |
| Résidences principales (en %)                           | 93,5      | 84,7     | 82,2           |
| Résidences secondaires et logements occasionnels (en %) | 0,9       | 3,7      | 9,7            |
| Logements vacants (en %)                                | 5,5       | 11,6     | 8,1            |

### Voies de communication et transports
Faissault est traversé par la ligne de Soissons à Givet, mais la station de chemin de fer la plus proche est la gare de Rethel, desservie par des TGV reliant Paris-Est à Sedan et par les trains du réseau TER Grand Est (lignes de Reims à Longwy et à Metz-Ville).
Il  est desservi par l'ancienne route nationale 51 et est est aisément accessible depuis l'autoroute A34 qui passe au sud-est du territoire communal.

## Toponymie

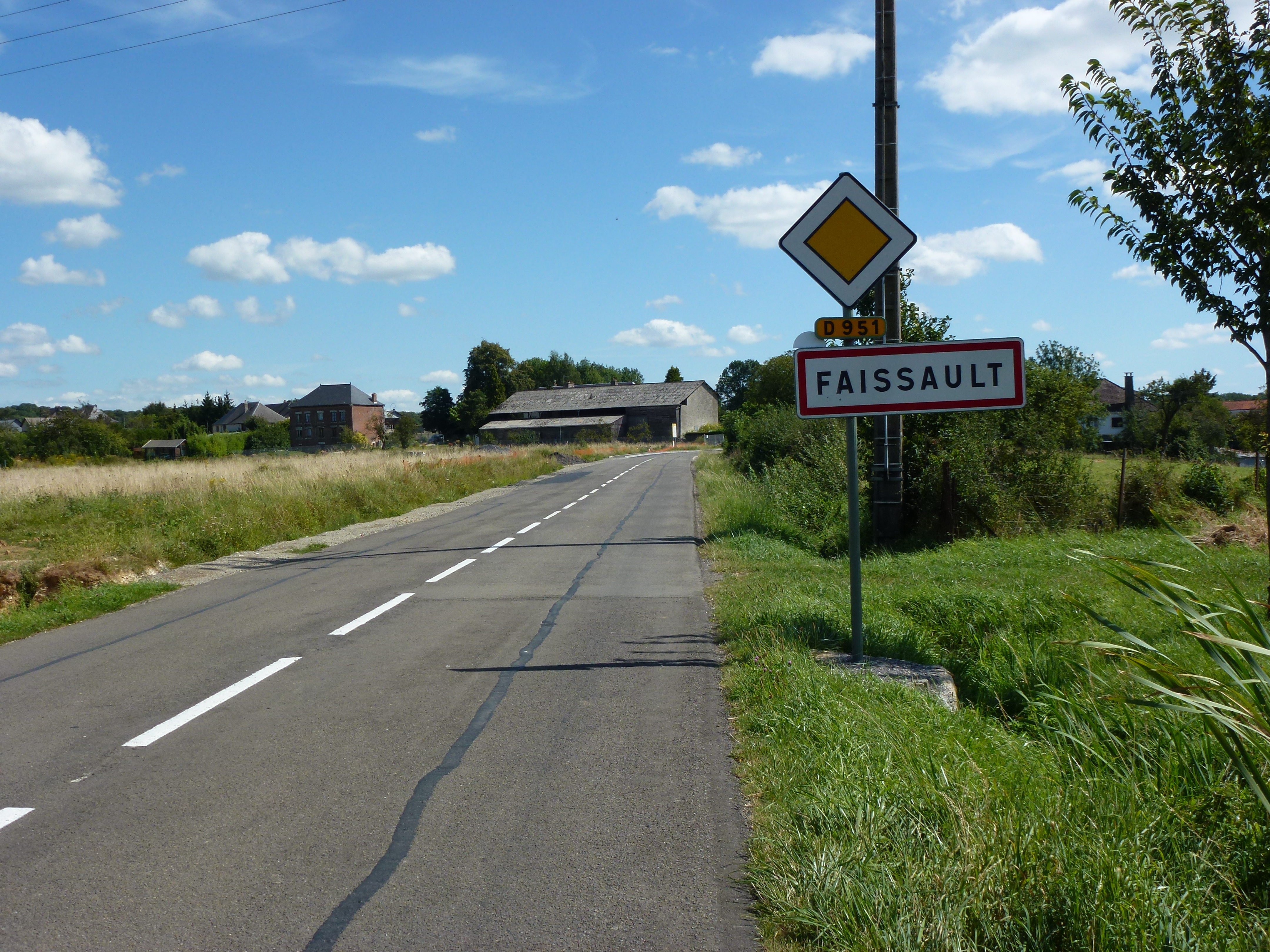
Entrée de Faissault.

De l'oïl faisse « bande de terre, terre allongée » et du suffixe diminutif -el au pluriel « petits champs allongés », du latin fascia, à l’origine de l’ancien français fesche, du mot fache « faisceau, bande, ruban », à l’origine de nombreux toponymes dans les départements du Nord, et des Ardennes, quelques uns dans les départements alentours. Dans ces régions, le mot fache a pu simplement désigner une « étendue de territoire livrée à une culture déterminée », ou un « ensemble de parcelles de terre orientées dans le même sens ». Certains de ces toponymes peuvent cependant être dus à des litiges de bornages, des fâcheries entre voisins.

## Politique et administration

### Rattachements administratifs et électoraux

#### Rattachements administratifs
La commune se trouve dans l'arrondissement de Rethel du département des Ardennes.
Elle faisait partie depuis 1793 du canton de Novion-Porcien. Dans le cadre du redécoupage cantonal de 2014 en France, cette circonscription administrative territoriale a disparu, et le canton n'est plus qu'une circonscription électorale.

#### Rattachements électoraux
Pour les élections départementales, la commune fait partie depuis 2014 du canton de Signy-l'Abbaye
Pour l'élection des députés, elle fait partie de la première circonscription des Ardennes.

### Intercommunalité
Faissault est membre de la communauté de communes des Crêtes Préardennaises, un établissement public de coopération intercommunale (EPCI) à fiscalité propre créé fin 1995 et auquel la commune a transféré un certain nombre de ses compétences, dans les conditions déterminées par le code général des collectivités territoriales.

### Liste des maires
| Période                                  | Période                        | Identité              | Étiquette    | Qualité |
| ---------------------------------------- | ------------------------------ | --------------------- | ------------ | --- |
| Les données manquantes sont à compléter. |                                |                       |              | |
|                                          |                                |                       |              | |
| 1953?                                    | 1965                           | Georges Maillard      |              | Officier de gendarmerie retraité Chevalier de la Légion d'honneur Croix de guerre 1939-1945 Médaillé militaire |
| 1965                                     | 1989                           | Michel Vuibert,       | UDF          | Négociant en bestiaux Député des Ardennes (1re circ.) (1986 → 1988; 1993 → 1997) Conseiller général de Novion-Porcien (1973 → 1992) Conseiller général de Rethel (1992 → 2004) Vice-président du Conseil général des Ardennes (1973 → 2004) Conseiller régional de Champagne-Ardenne (1982 → 1986) Maire de Rethel (1989 → 2005) Chevalier de la Légion d’honneur                     |
| mars 1989                                | mars 2008                      | Noëlle Vuibert        |              | Épouse de Michel Vuibert |
| mars 2008                                | août 2022                      | Lionel Vuibert,       | MoDem → Agir | Cadre supérieur, fils de Noëlle et Michel Vuibert Délégué général de l'UIMM Champagne-Ardenne (2004 → 2022) Secrétaire général du MEDEF Ardennes (2011 → 2022) Conseiller départemental de de Signy-l'Abbaye (2021 →) Député des Ardennes (1re circ.) (2022 →) Vice-président de la CC des Crêtes Préardennaises (2020 → 2022) Démissionnaire à la suite de son élection comme député |
| août 2022                                | En cours (au 16 décembre 2022) | Jean-François Bouchat |              | cadre retraité |

## Population et société

### Démographie

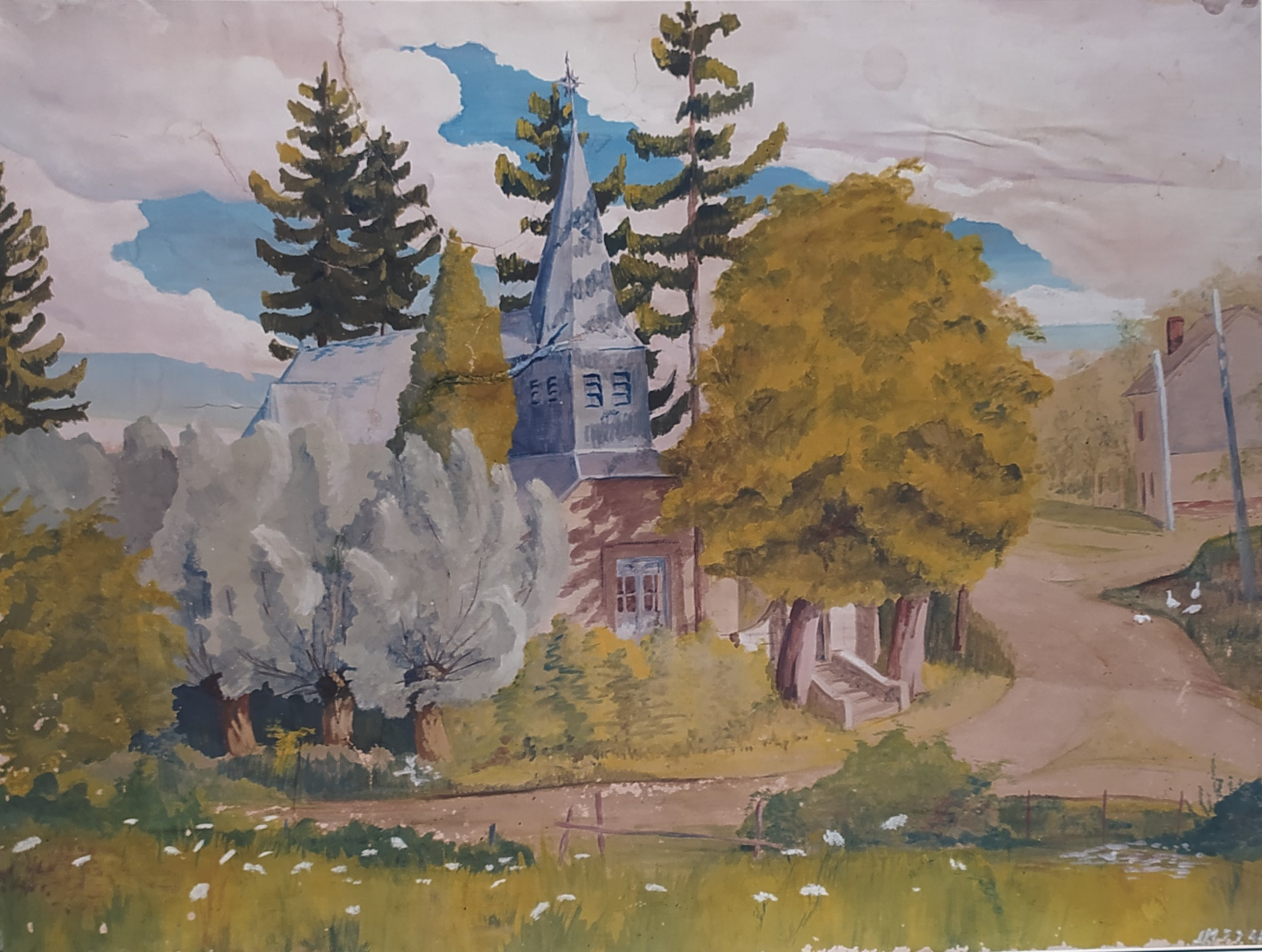

L'évolution du nombre d'habitants est connue à travers les recensements de la population effectués dans la commune depuis 1793. Pour les communes de moins de 10 000 habitants, une enquête de recensement portant sur toute la population est réalisée tous les cinq ans, les populations de référence des années intermédiaires étant quant à elles estimées par interpolation ou extrapolation. Pour la commune, le premier recensement exhaustif entrant dans le cadre du nouveau dispositif a été réalisé en 2008.

En 2022, la commune comptait 257 habitants, en évolution de +3,21 % par rapport à 2016 (Ardennes : −2,97 %, France hors Mayotte : +2,11 %).
| 1793 | 1800 | 1806 | 1821 | 1831 | 1836 | 1841 | 1846 | 1851 |
| ---- | ---- | ---- | ---- | ---- | ---- | ---- | ---- | ---- |
| 228  | 304  | 386  | 399  | 482  | 484  | 515  | 554  | 544  |

| 1866 | 1872 | 1876 | 1881 | 1886 | 1891 | 1896 | 1901 | 1906 |
| ---- | ---- | ---- | ---- | ---- | ---- | ---- | ---- | ---- |
| 524  | 465  | 411  | 371  | 353  | 348  | 341  | 296  | 301  |

| 1911 | 1921 | 1926 | 1931 | 1936 | 1946 | 1954 | 1962 | 1968 |
| ---- | ---- | ---- | ---- | ---- | ---- | ---- | ---- | ---- |
| 269  | 232  | 220  | 207  | 203  | 176  | 176  | 175  | 172  |

| 1975 | 1982 | 1990 | 1999 | 2006 | 2008 | 2013 | 2018 | 2022 |
| ---- | ---- | ---- | ---- | ---- | ---- | ---- | ---- | ---- |
| 163  | 178  | 207  | 189  | 198  | 201  | 238  | 254  | 257  |

## Culture locale et patrimoine

### Lieux et monuments

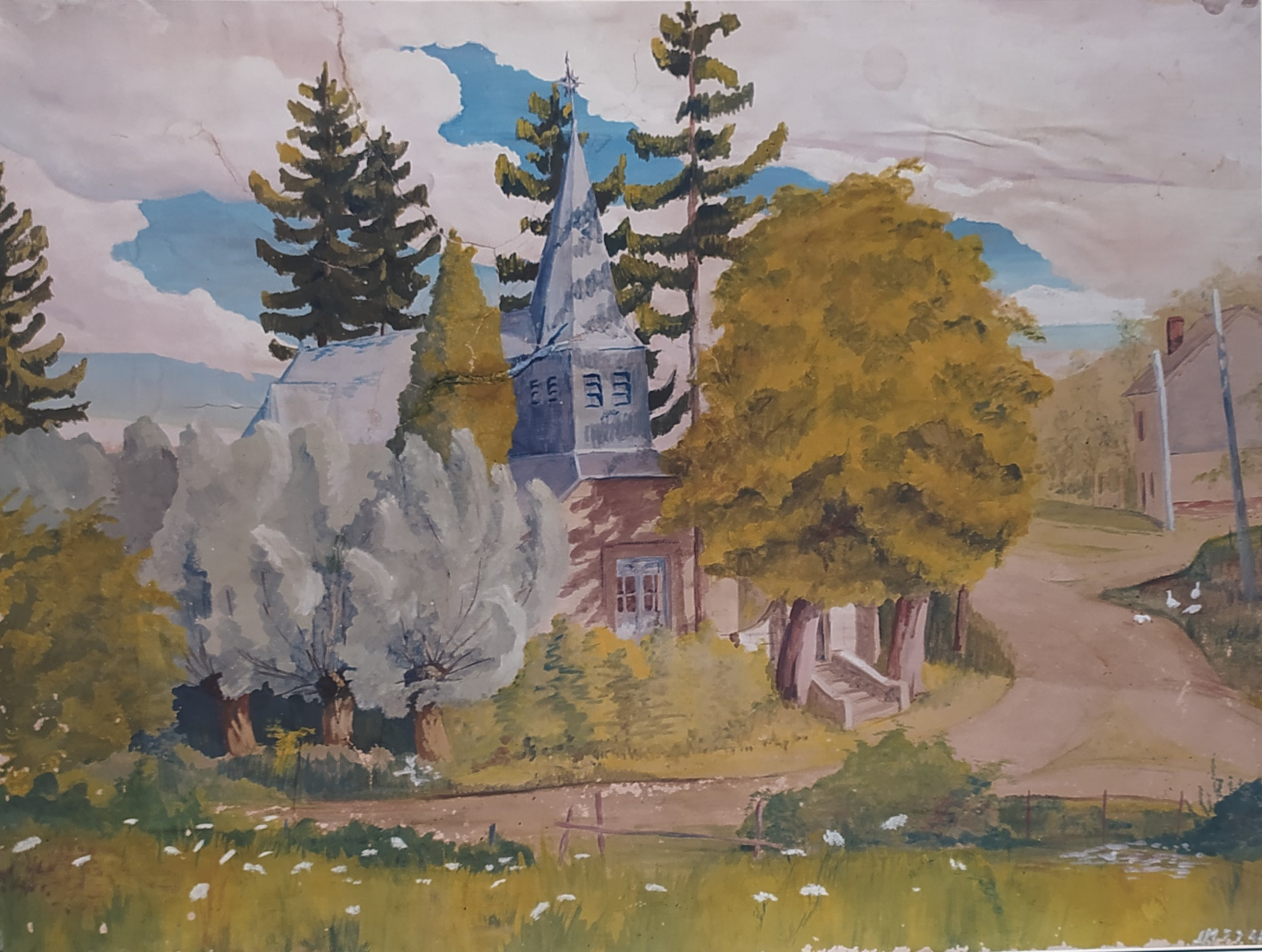
L'église Saint-Nicolas en 1944, par Jean Maillard (gouache sur papier - coll. particulière).

- L'église Saint-Nicolas en 1944, par Jean Maillard (gouache sur papier - coll. particulière).Église Saint-Nicolas.

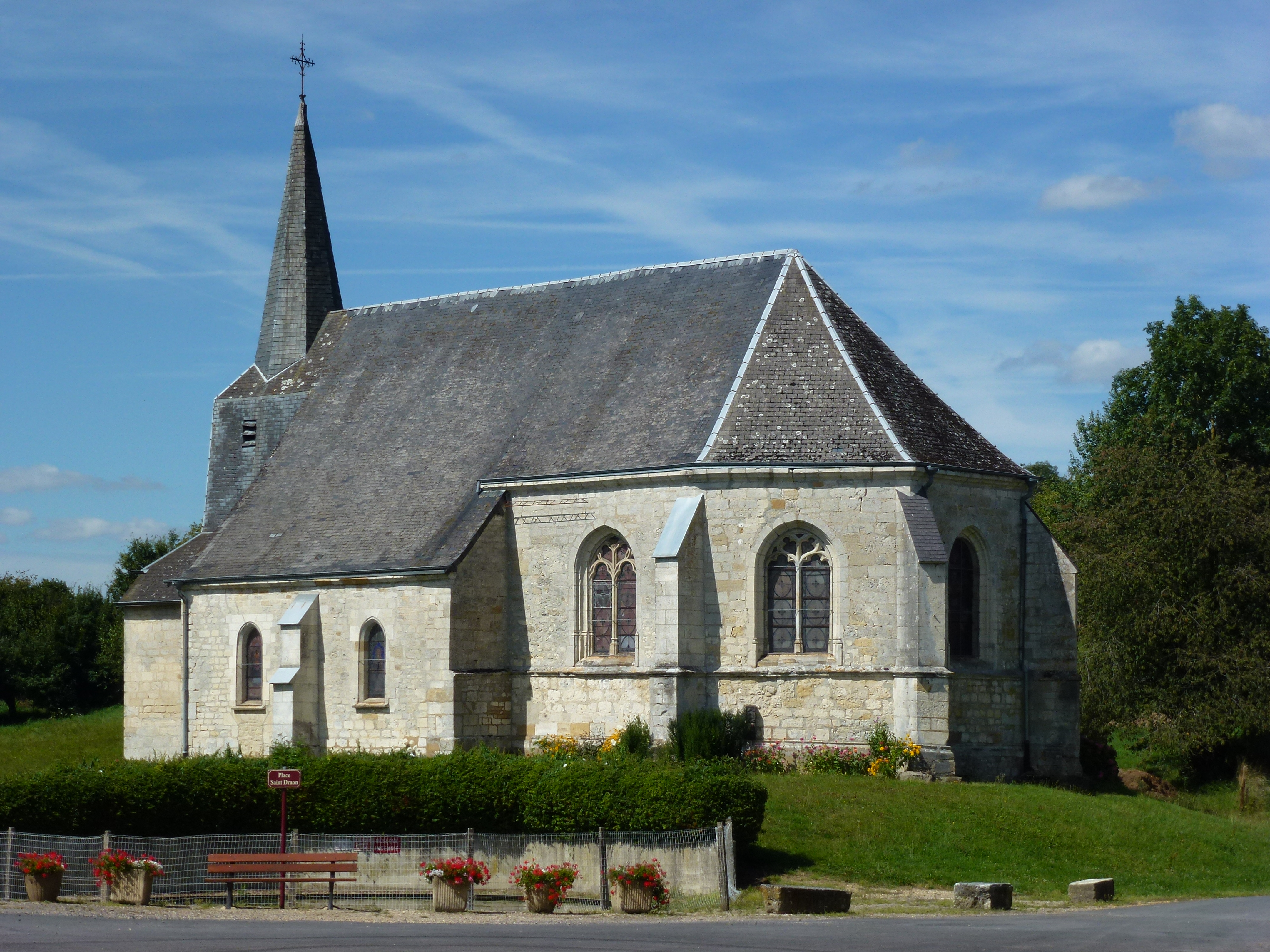
Église de Faissault.
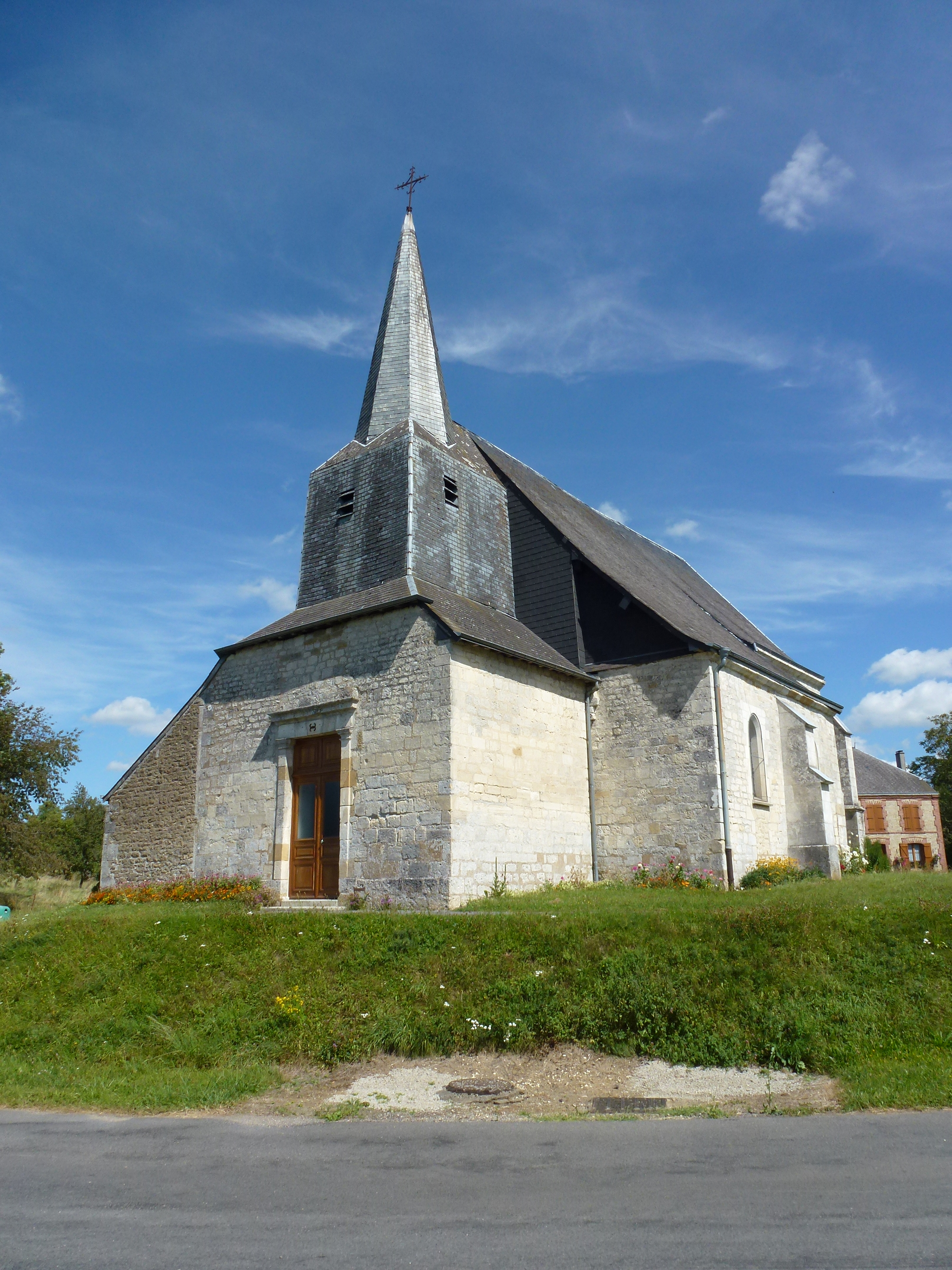
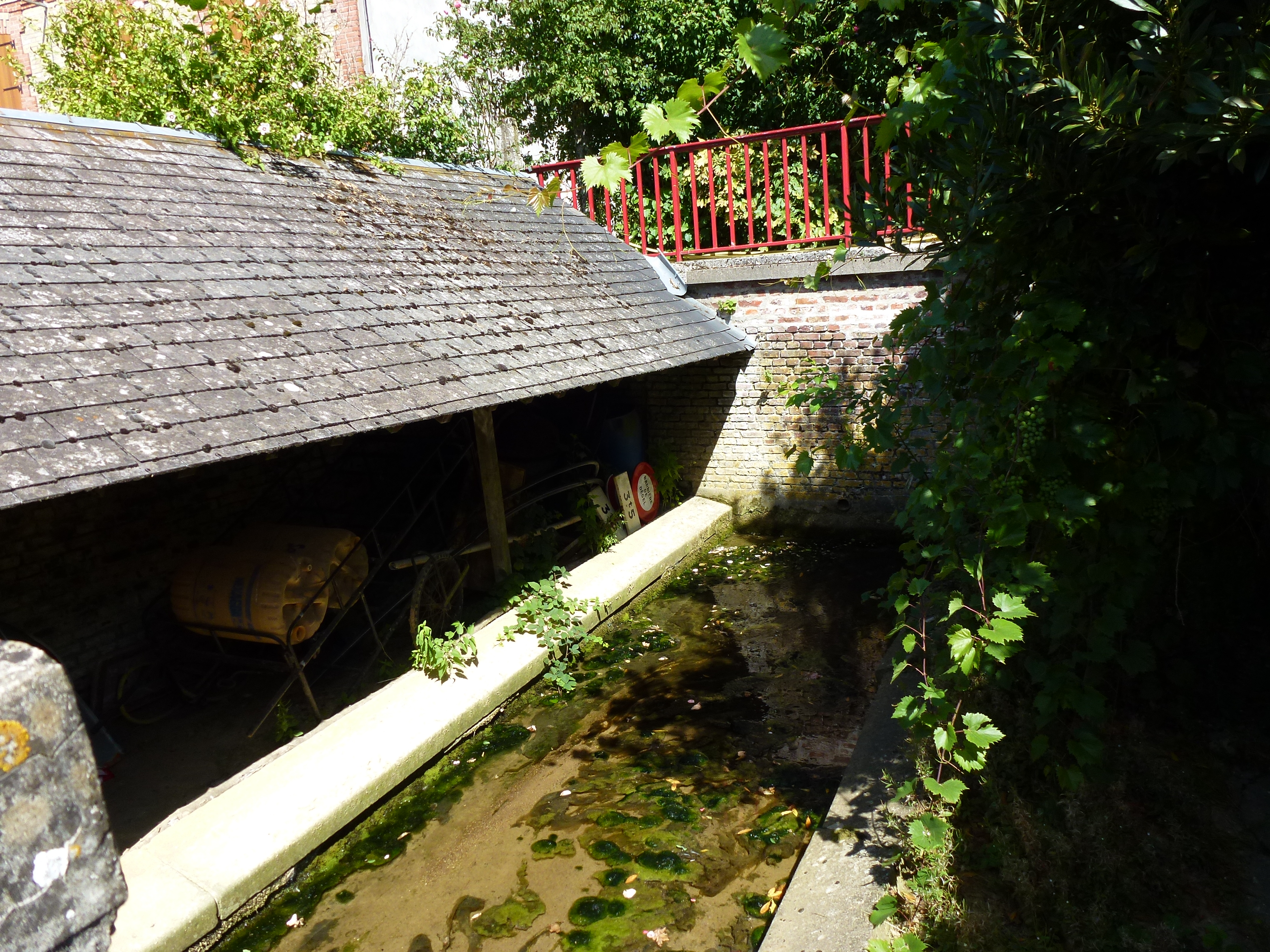
Lavoir.

### Personnalités liées à la commune
- Étienne Drumel (1844-1897), juriste et homme politique français, y est né.

### Héraldique
| Blason de Faissault | Blason  | D'azur à un lion d'or accosté de deux fleurs de lys du même, au chef de gueules soutenu d'une trangle d'argent, chargé de deux râteaux démanchés d'or. |
| Blason de Faissault | Détails | Le statut officiel du blason reste à déterminer. |

## Pour approfondir